# نیوپورت، جزیره وایت
latitudeنیوپورت، جزیره وایتlongitudeنیوپورت، جزیره وایت
نیوپورت، جزیره سفید (به انگلیسی: Newport, Isle of Wight) یک منطقهٔ مسکونی در انگلستان است که در جنوب شرقی انگلستان واقع شده‌است.

## خصوصیات
نیوپورت ۲۳٬۹۵۷ نفر جمعیت دارد.